# Wills Sainte Claire Model A-68

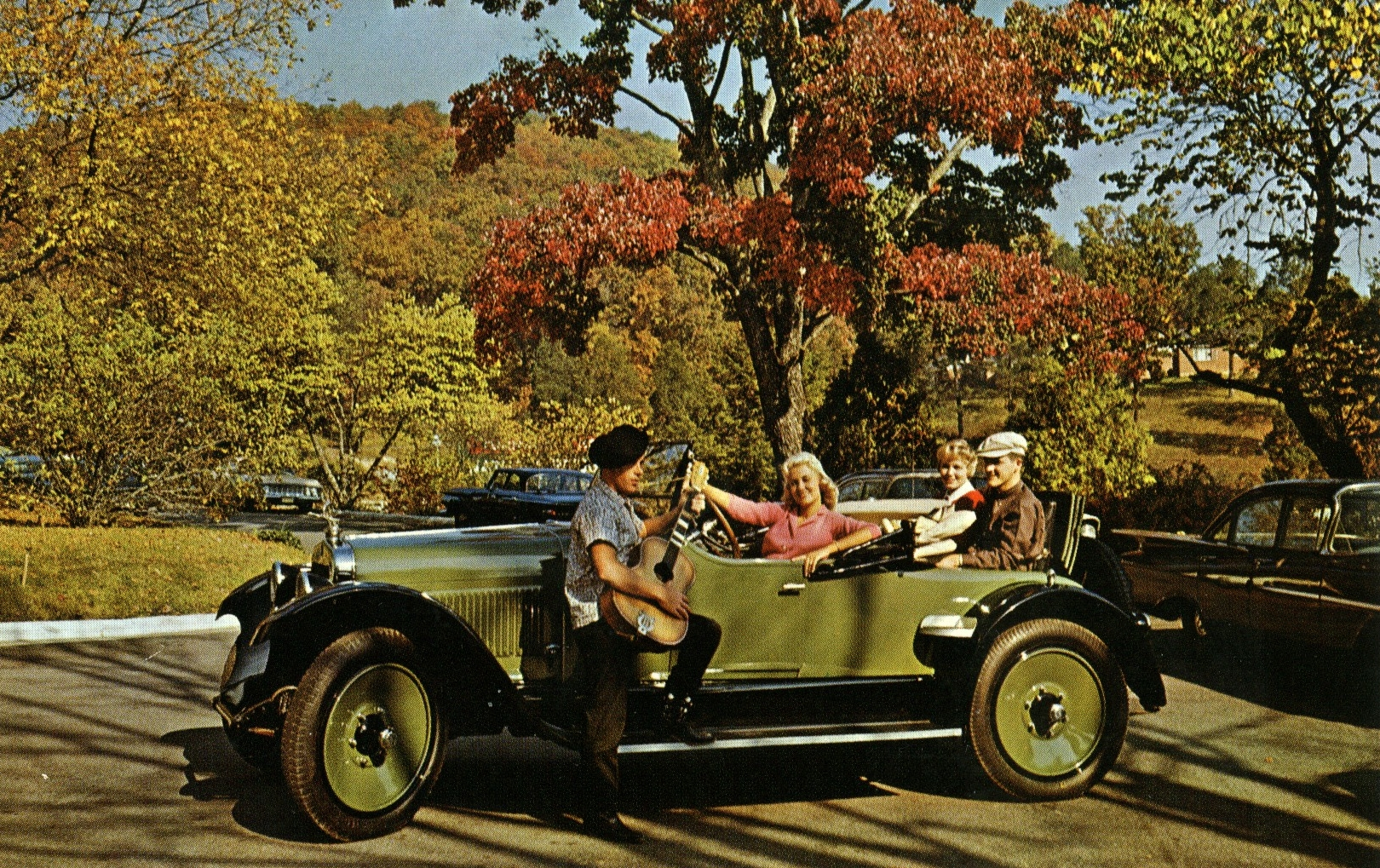
Als Roadster mit Notsitz

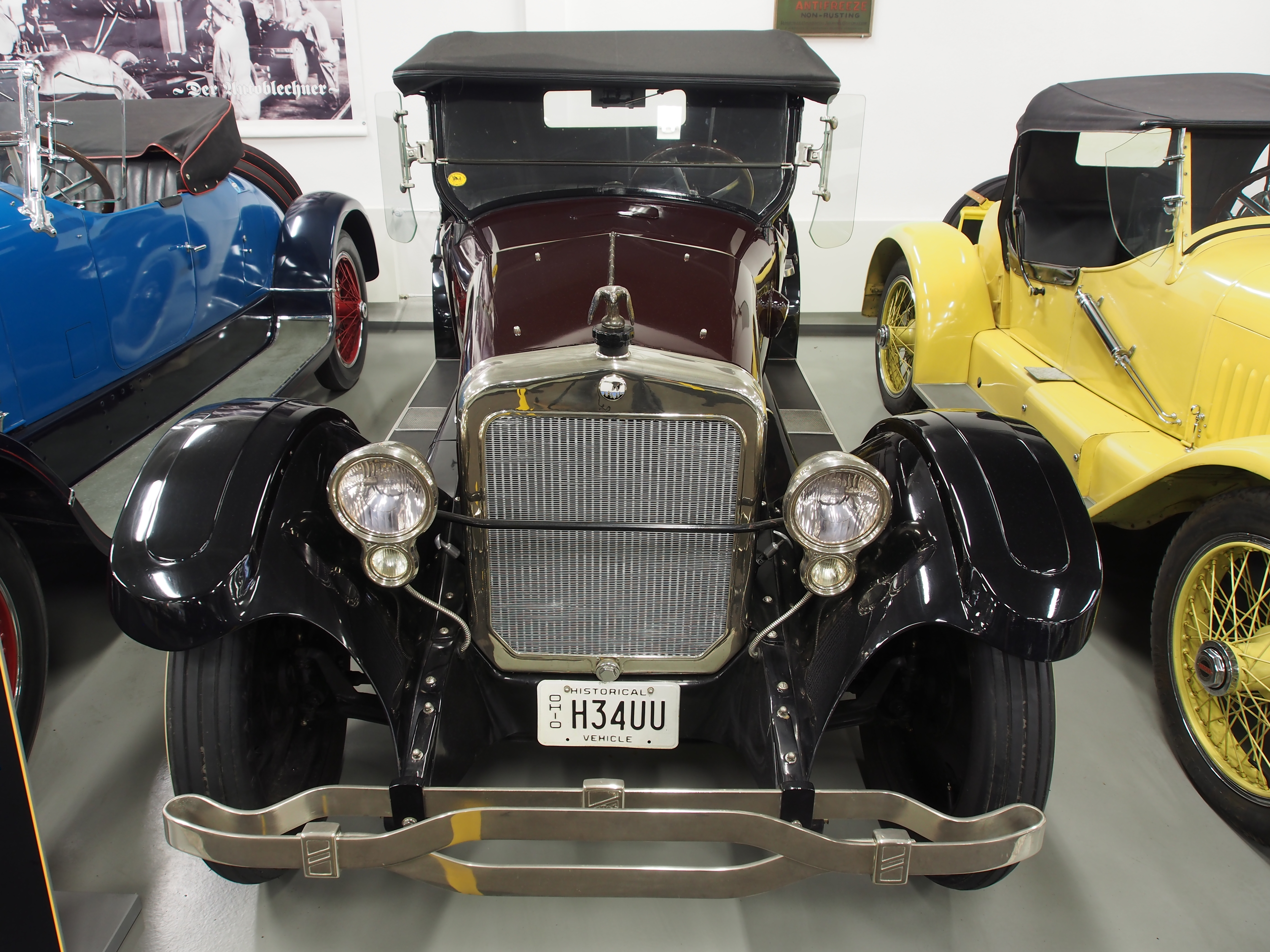
Frontansicht

Der Wills Sainte Claire Model A-68 war ein Oberklasse-Personenkraftwagen des US-amerikanischen Automobilherstellers Wills Sainte Claire Motor Company. Dieses sorgfältig konstruierte und hochwertig verarbeitete Fahrzeug galt wegen des fortschrittlichen V8-Motors mit zwei obenliegenden Nockenwellen und der erstmaligen Verwendung von Molybdänstahl im Automobilbau als besonders innovativ.

## Beschreibung
Childe Harold Wills war Konstrukteur und Metallurge. Er hatte bis 1919 die Position des Chefingenieurs bei Ford inne und machte sich dann selbständig. Er entwarf den V8-Motor und orientierte sich dabei an einem Flugmotor von Hispano-Suiza. Einige Teile des Motors bestehen aus Molybdän.
Der Motor ist wassergekühlt. Der Zylinderwinkel beträgt 60°. Jeder Zylinder hat 3,25 Zoll (82,55 mm) Bohrung und 4 Zoll (101,6 mm) Hub. Das ergibt 4350 cm³ Hubraum. Als Motorleistung sind 67 bis 68 PS angegeben. Der Frontmotor treibt über eine Kardanwelle und ein Dreiganggetriebe die Hinterachse an.
Das Fahrgestell hat 3073 mm Radstand. Möglicherweise gab es auch eine Ausführung mit 3226 mm.
Im März 1921 begann die Produktion. Für das Modelljahr 1922 sind Tourenwagen mit fünf Sitzen, Roadster mit vier Sitzen, Coupé mit vier Sitzen, Limousine mit und ohne Trennscheibe und sieben Sitzen und Town Car mit sieben Sitzen überliefert. Im Folgejahr kamen ein Brougham mit fünf Sitzen und ein Coupé mit zwei Sitzen dazu, während der Roadster nur noch zweisitzig war. 1924 waren fünf- und siebensitziger Tourenwagen, viersitziger Roadster, viersitziges Coupé, fünfsitziger Brougham, fünf- und siebensitzige Limousinen, Town Car und ein nicht näher beschriebener Gray Goose Special erhältlich. 1925 stand das Modell noch im Sortiment, allerdings sind die Karosseriebauformen nicht bekannt. Eine andere Quelle macht leicht abweichende Angaben zu den Karosserien.
Ein Fahrzeug ist in der Autosammlung Steim in Schramberg ausgestellt.
Model B-68 (1924–1925) und Model C-68 (1925–1926) sind ähnlich. Die Unterschiede liegen teilweise beim Radstand und im Karosserieangebot.